# Ceratozamia reesii
Ceratozamia reesii — вид саговникоподібних з родини замієвих (Zamiaceae). Місцем проживання цього виду є Мексика (Сан-Луїс-Потосі).